# Жено, Режис
Режис Эрве Жено (фр. Régis Hervé Genaux; 31 августа 1973, Шарлеруа — 8 ноября 2008, Шофонтен) — бельгийский футболист, защитник.

## Карьера

### Клубная
Родившись в бельгийском Шарлеруа, Режис играл в местном клубе с 8 лет. В 15 лет он попал в молодёжную команду «Стандарда» из Льежа, в составе которого он начал свою профессиональную карьеру в 1990 году. Проведя в этой команде шесть сезонов и выиграв один раз с ней кубок Бельгии, Жено переходит в английский «Ковентри Сити», но за половину сезона играет только в четырёх матчах и покидает его посередине сезона. Так он становится игроком итальянского «Удинезе». Здесь он играет вплоть до конца сезона 2000/2001, и возвращается в «Стандард» на правах аренды. После одного сезона в Бельгии, он вернулся в Италию, где завершает свою игровую карьеру.

### Сборная
Режис Жено впервые сыграл за сборную Бельгии в 1992 году в матче против сборной Туниса. После этого он десятки раз вызывался в состав национальной команды, однако по разным причинам не выступил ни на одном из крупных международных турниров.

### Смерть
Режис умер 8 ноября 2008 года из-за сердечной недостаточности, которая была вызвана тромбоэмболией лёгочной артерии.

## Достижения
«Стандард»
- Обладатель Кубка Бельгии: 1992/93